# Som det anstår en Wooster
Som det anstår en Wooster är en roman av P.G. Wodehouse, utgiven i England och USA 1938 med titeln The Code of the Woosters. Den gick först som följetong i Saturday Evening Post och Daily Mail samma år. Det är den tredje romanen om Bertie Wooster och hans betjänt Jeeves. Den översattes till svenska av Birgitta Hammar och utgavs på Albert Bonniers förlag 1939 efter att först ha publicerats som följetong i Vecko-Revyn under titeln Tag fast tjuven!

## Persongalleri
- Bertie Wooster - Ung aristokrat med krävande släktingar och vänner.
- Jeeves - Woosters trogne betjänt och stöd här i livet.
- Augustus "Gussie" Fink-Nottle – En av Berties gamla vänner. Mycket förtjust i ödlor.
- Madeline Bassett – Gussies tilltänkta maka.
- Sir Watkyn Bassett – Madelines föga fryntliga fader. Fredsdomare och silversamlare.
- Dahlia Travers – Berties faster.
- Tom Travers – Berties silversamlande farbror.
- Monsieur Anatole – Makarna Travers gudabenådade franske kock.
- Roderick Spode – Ledare för fascistpartiet ”Storbritanniens Räddare”, även kallat ”svartbyxorna.”
- Stephanie "Stiffy" Byng – Madelines kusin.
- Harold "Stinker" Pinker – Pastorsadjunkt och gammal vän till Bertie. Tilltänkt make åt ”Stiffy.”
- Eustace Oates – Nitisk konstapel som ofta saknar sin kask.
- Bartholomew – Stiffys föga människoälskande skotska terrier.

## Handling
Faster Dahlia ber Bertie att bege sig till en antikvitetsbutik för att fnysa föraktfullt åt en koformad gräddsnipa i silver i avsikt att få ned priset. Farbror Tom vill nämligen försöka köpa den så billigt som möjligt, men han har en ivrig samlarkonkurrent i sir Watkyn Bassett som en gång i egenskap av fredsdomare bötfällt Bertie för stöld av en poliskask. I butiken träffar Bertie på både sir Watkyn och fascistledaren Roderick Spode som båda genom ett missförstånd misstänker honom för försök till stöld av kosnipan. 
Gussie Fink-Nottle är precis i färd med att gifta sig. Bertie får ivriga telegram från Gussie som ber honom komma till sir Watkyns egendom Totleigh Towers för att hjälpa till med att reda ut några fnurror mellan honom och Madeline. Eftersom sir Watkyn med ojusta metoder köpt kosnipan mitt framför näsan på Tom ber faster Dahlia honom försöka stjäla den när han är där. Hon hotar att annars förvisa honom från monsieur Anatoles middagar, ett hot som gör Bertie kall av fasa. Emellertid visar sig detta inte vara okomplicerat då både Bassett och Spode är notoriskt misstänksamma mot Bertie.
Gussie beskriver för Bertie en metod han med Jeeves hjälp har utformat för att komma över sin nervositet över att tala offentligt: att förakta sin publik. Han har skrivit ned de värsta invektiven mot sina medmänniskor, bland andra Bassett och Spode, i en anteckningsbok som han emellertid lyckas förlägga. Jakten på denna bok, jämte försöken att stjäla silversnipan, blir historiens röda tråd. Den påhittiga "Stiffy" Byng, kusin till den väna Madeline, tvingar även Bertie och sin blivande make Harold att ställa upp på en rad märkliga upptåg. Inte minst vill hon stjäla kasken från den besvärlige konstapel Oates, som misshagat hennes terrier Bartholomew, en allt annat än fryntlig jycke. Under en period ansätts Bertie av både Gussie, faster Dahlia och Stiffy med krav om att stjäla snipan samtidigt som Spode hotar att mosa honom om han ens närmar sig den. Parallellt måste Bertie även se till att Gussie och Madeline förblir ett par eftersom han står näst i tur på hennes lista över presumtiva makar. Med Jeeves hjälp hittar Bertie det perfekta sättet att klämma åt Spode: en känslig uppgift som inte får komma till hans anhängares kännedom, och kan efter många ytterligare turer se till att både kosnipa och anteckningsbok hamnar där de ska.